# Río Ayuso
El río Ayuso, también llamado río de la Hoz, es un pequeño curso de agua del interior de la Península Ibérica, afluente del Duratón por su lado derecho y por tanto perteneciente a la Cuenca Hidrográfica del Duero en el lado izquierdo de su cauce. Nace en la vertiente sur de la Sierra de Pradales o Serrezuela y la totalidad de su cauce discurre en el ámbito geográfico del nordeste de la provincia de Segovia.

## Geografía

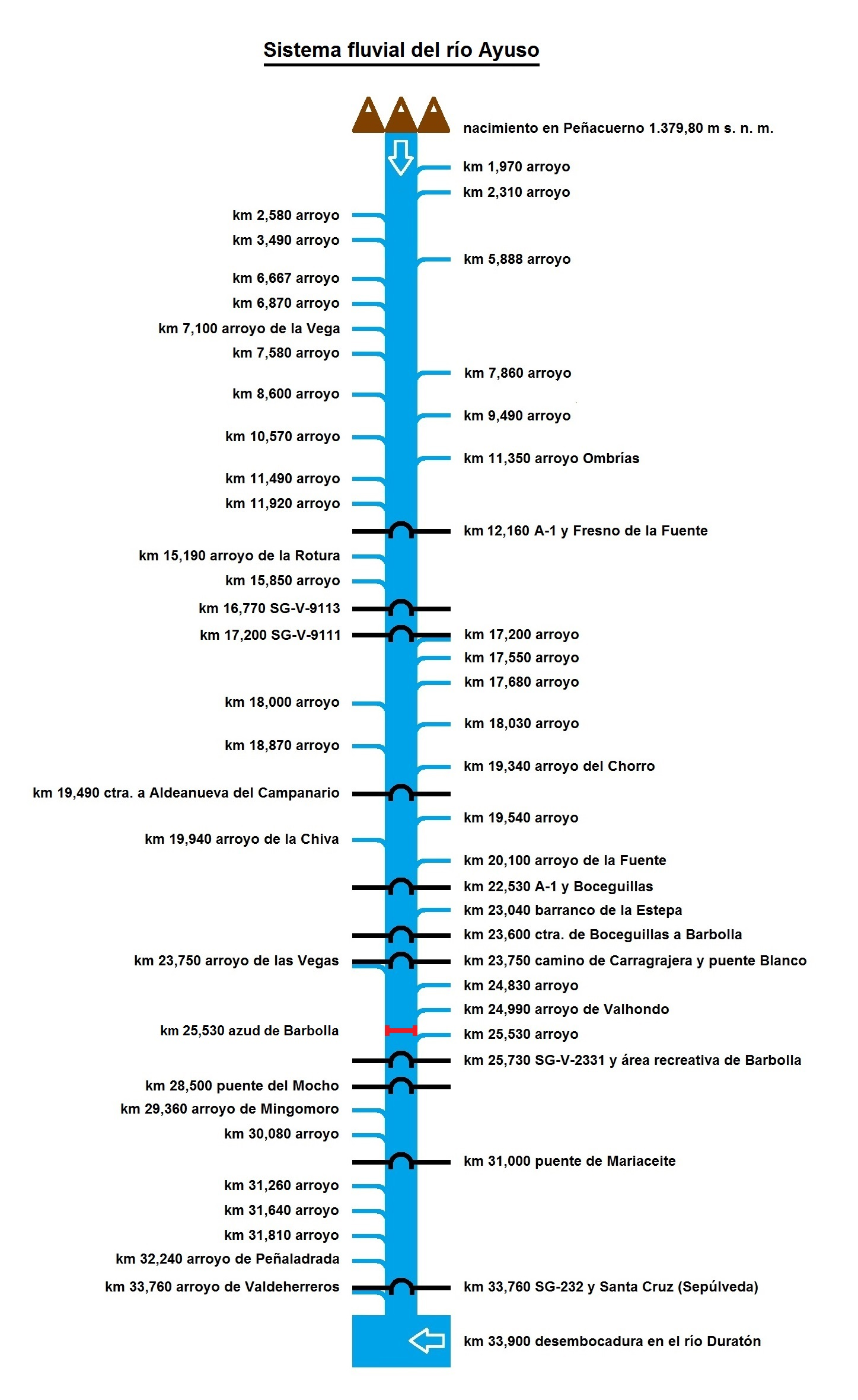
Sistema fluvial del río Ayuso o de la Hoz. Provincia de Segovia

El río Ayuso nace como arroyo de las Cañadas inmediato a la máxima elevación de la Sierra de Pradales, el pico de Peñacuerno, cima que marca el límite entre las provincias de Burgos y Segovia, aunque sus primeros metros, como la totalidad de su longitud, discurren dentro de los límites de la provincia segoviana y por este motivo con orientación sur.
Su caudal está abastecido por infinidad de arroyos que mayoritariamente desembocan en él desde su lado derecho, casi todos nacidos por eso en la Sierra de Pradales o en su piedemonte. El lado izquierdo es mucho más llano y sus arroyos de menor longitud aportan bastante menos caudal al cauce.
Debido a su escaso caudal y al carácter estacional, si exceptuamos el tramo final que discurre por el cañón de la Hocecilla, este río es renombrado en función del paraje o término municipal que atraviesa, así en su nacimiento comienza como arroyo de las Cañadas y a partir de ahí, en función de los diferentes arroyos tributarios que sucesivamente en él desaguan, pasa a denominarse arroyo de los Linares, arroyo de la Vega, arroyo de la Rotura, arroyo Seco y finalmente su nombre definitivo el de río Ayuso o de la Hoz.
| Nombre que recibe     | Comienzo del tramo | Coordenadas              |
| --------------------- | ------------------ | ------------------------ |
| Arroyo de las Cañadas | km. 0              | 41°27'21.1"N 3°43'38.0"W |
| Arroyo de los Linares | km. 2,580          | 41°26'32.9"N 3°42'27.4"W |
| Arroyo de la Vega     | km. 7,100          | 41°24'39.1"N 3°41'51.9"W |
| Arroyo de la Rotura   | km. 15,190         | 41°23'37.5"N 3°38'58.2"W |
| Arroyo Seco           | km. 17,550         | 41°22'20.3"N 3°36'10.8"W |
| Río Ayuso o de la Hoz | km. 24,830         | 41°20'03.6"N 3°39'04.8"W |

El perímetro de su cuenca alcanza una longitud 73 km por lo que son varios los términos municipales por donde se extiende su red fluvial (todos en la provincia de Segovia), pero en lo referente al cauce principal y con las diferentes denominaciones observadas, este discurre por los siguientes: Carabias, Navares de Enmedio (como límite del término), Encinas, Fresno de la Fuente, Grajera, Boceguillas, Barbolla, Aldeonte y Sepúlveda.
| Término municipal   | Altitud de entrada | Altitud de salida |
| ------------------- | ------------------ | ----------------- |
| Carabias            | 1.379 m.           | 1.141 m.          |
| Navares de Enmedio  | 1.330 m.           | 1.198 m.          |
| Encinas             | 1.141 m.           | 1.097 m.          |
| Fresno de la Fuente | 1.097 m.           | 1.009 m.          |
| Grajera             | 1.009 m.           | 979 m.            |
| Boceguillas         | 979 m.             | 951 m.            |
| Barbolla            | 951 m.             | 939 m.            |
| Aldeonte            | 939 m.             | 934 m.            |
| Sepúlveda           | 934 m.             | 925 m.            |

## Geología
La primera cita en la que se realiza una referencia geológica al sistema fluvial del río Ayuso o de la Hoz la encontramos en la Descripción física y geológica de la provincia de Segovia, trabajo realizado por Daniel Francisco de Paula Cortázar y publicado en 1891, aunque en esta ocasión citándolo como arroyo de Barbolla:
"Otro arroyo importante, que también vierte sus aguas por la orilla derecha del Duratón, es el de Barbolla, que tiene su nacimiento en el contacto del trías y el siluriano de Pradales, y corriendo hacia el Este, primero por la creta, y después por el cuaternario de Fresnillo y Pajarejos, tuerce al Sudeste por Grajera, Aldeanueva, Boceguillas y el pueblo de su nombre, donde recoge las corrientes que, procedentes de los altos de Castroserracín y Navares, bajan por AIdeonte, y atravesando la creta por Olmillo, se incorpora al río junto al puente de Sania Cruz, antes citado."

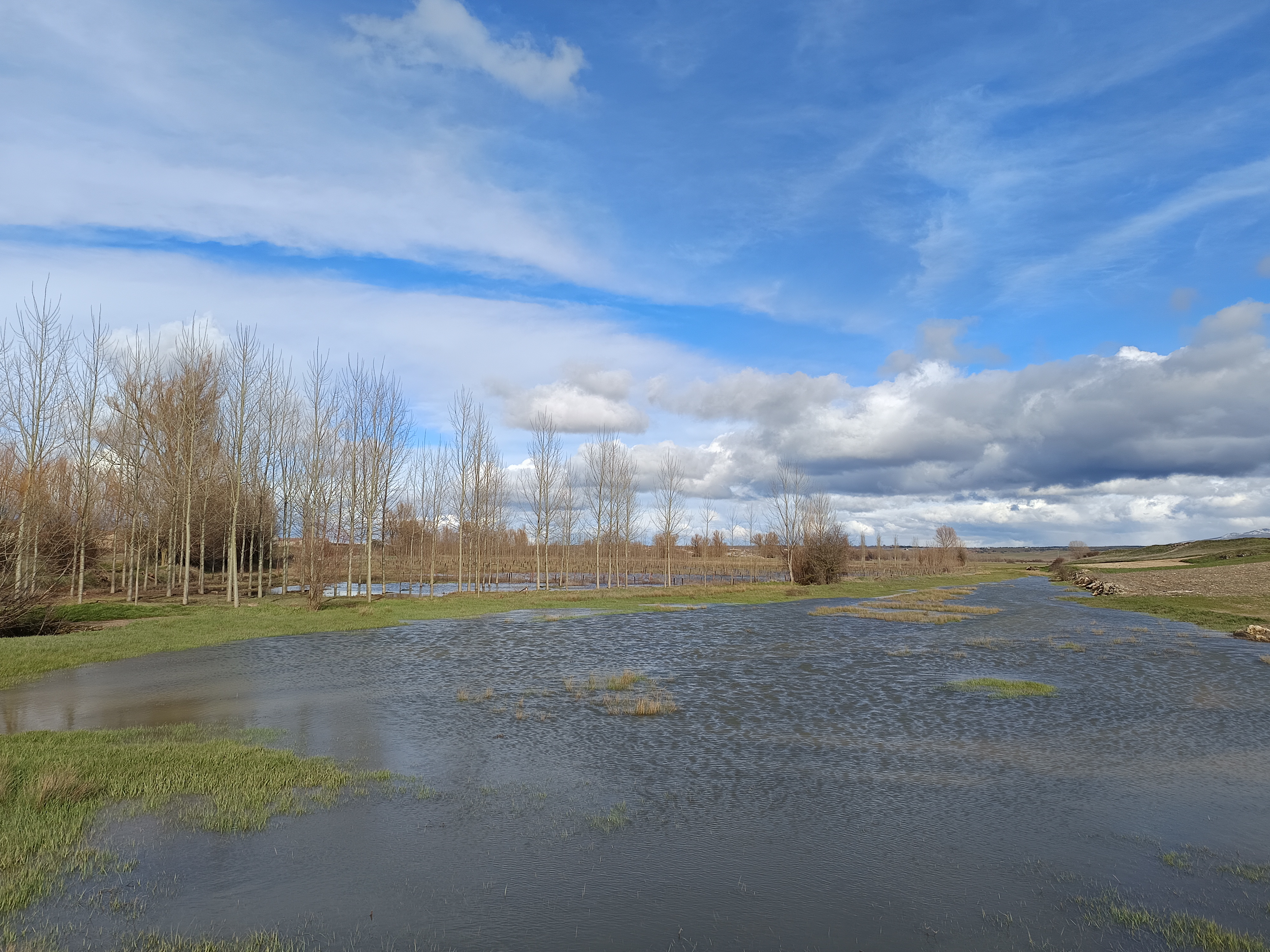
Márgenes del río Ayuso anegados en las características llanuras de inundación que en zonas de su cauce llegan a alcanzar medio kilómetro de anchura.

El cauce del río Ayuso o de la Hoz mantiene las mismas características morfológicas que muchos de los ríos segovianos, que en principio vienen impuestas por un caudal relativamente escaso e irregular y la geología del territorio, coincidiendo con muchos de ellos en la peculiaridad de sus hoces y meandros en los tramos medios o finales, que es de donde se localiza la mayor cantidad de referencias que citen al río Ayuso en estudios y trabajos sobre geología e hidrología, por otra parte el tramo de su cauce con mayor caudal y menor estacionalidad. 

En el macizo de Sepúlveda es el río Duratón el que de forma casi exclusiva condiciona la morfología del mismo en su tramo de meandros y hoces encajadas, además de las cortaduras y barrancos producidos por los afluentes que en esta zona le desaguan. No obstante el río Ayuso o de la Hoz genera unos efectos similares en la zona de este macizo sepulvedano por donde discurre su cuenca, al poseer idénticas características su cauce principal y sus arroyos tributarios: 

"Como se ha puesto de manifiesto, el relieve del Macizo de Sepúlveda está controlado fundamentalmente por la estructura tectónica, articulándose en una serie de monoclinales o cuestas. Y es en el marco morfoestructural constituido por éstas donde se ha instalado una red de cursos de agua autóctonos cuyo trazado se adapta a este relieve pero que también están condicionados o supeditados a los ríos principales de carácter alóctono que atraviesan el área, entre los que el Duratón ostenta el máximo rango.
Este río atraviesa el macizo con una dirección general E-W, dividiéndolo prácticamente en dos partes o unidades: el sector meridional, que coincide con el monoclinal de Sepúlveda y es drenado por sus afluentes alóctonos el Caslilla y el San Juan, a los cuales afluyen un conjunto de cursos cataclinales; y el sector septentrional, que está básicamente avenado por una densa red secundaria constituida por cursos afluentes autóctonos cuyo trazado se adapta a los relieves monoclinales de Aldehuela-Castrillo de Sepúlveda y de Villaseca. Solamente en el borde suroriental de este último monoclinal se encaja el río de la Hoz, que recibe las aguas de varios arroyos (Aº Seco, Aº del Bálsamo, Aº de la Vegas, Aº de los Navares, Aº de Santa María de los Regueros, etc.) que tienen su cabecera en los relieves más elevados del frente principal de la Serrezuela de Pradales." 

En el caso del río Ayuso sus hoces igualmente se encajonan en cañones de varias decenas de metros de altura en el paraje que desde hace siglos es conocido como la Hocecilla y que se extiende durante los aproximadamente últimos cuatro kilómetros antes de su desembocadura en el Duratón. Estas características de suelo calizo en los macizos de Sepúlveda y Honrubia por donde discurren los ríos más representativos del nordeste segoviano y sus afluentes de caudal más humilde, justifican idéntica descripción en cuanto al origen de sus imponentes cañones como esta referente al Duratón y que igualmente son identificables en las del Ayuso:

"de todas ellas, destacan por su espectacularidad aquéllas en las que el río es partícipe principal en la evolución morfológica, generando valles, gargantas u hoces, que contrastan con la habitual uniformidad de la meseta castellana."
"Sin duda alguna, los parajes más peculiares se localizan en las zonas en las que el río atraviesa litologías carbonáticas (calizas, dolomías, margas...) donde, por la naturaleza de éstas, la verticalidad de las paredes del valle contrasta notablemente con su fondo plano. Esta configuración paisajística es peculiar no por ser única, ya que diversos ríos y arroyos segovianos la poseen... “

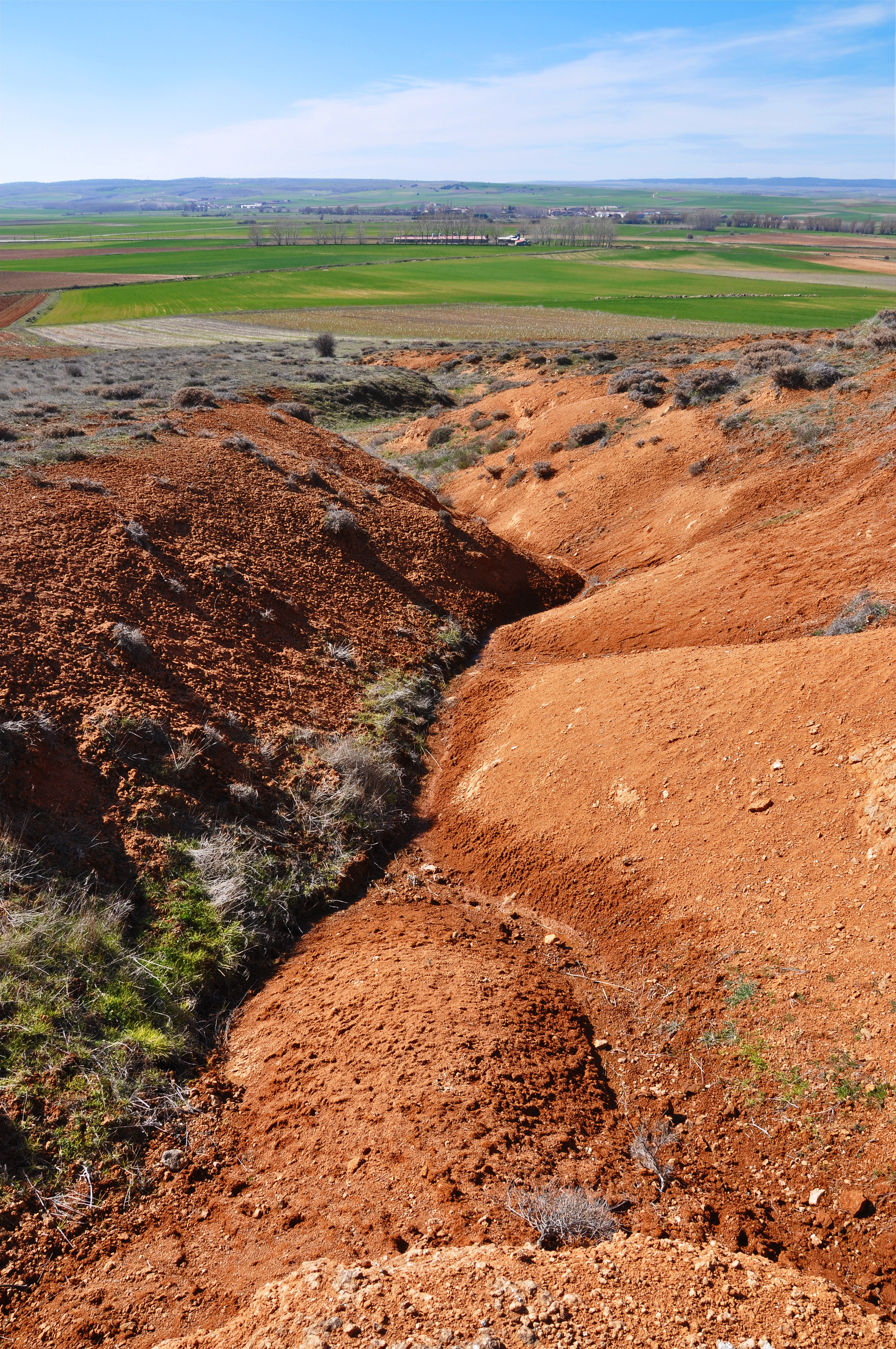
Proceso erosivo producido por un arroyo estacional tributario del río Ayuso en el paraje de La Pascuala en el término de Barbolla.

En la hoja correspondiente a Sepúlveda del Mapa Geológico de España, aparecen diversas referencias al río Ayuso o de la Hoz en las que se ponen de manifiesto sus características geológicas y en algún caso la relevancia de alguna de ellas entre los ríos de la zona:

"La mayor parte de los depósitos cuaternarios de la Hoja se encuentran relacionados con los procesos de encajamiento de la red fluvial cuya principal arteria actualmente es el río Duratón, si bien también existen depósitos importantes relacionados con la actividad fluvial, en los ríos Serrano y Ayuso principalmente."
"No obstante los mayores espesores y desarrollo de estos fondos de valle al margen de los valles secundarios, se localizan en los ríos Serrano, Duratón y Caslilla, así como en el Ayuso o San Juan afluentes ambos del Duratón. La litología dominante en estos fondos es de arenas y arcillas con cantos fundamentalmente cuarcíticos y algunos de gneises así como arcillas de tonalidades grises."
"Sus principales afluentes proceden del sur destacando los ríos San Juan, Castilla y del Puerto, este último continuación natural del Duratón. Por la margen derecha afluyen los ríos Serrano, y Ayuso el primero, con un importante desarrollo de depósitos fluviales al igual que el río Duratón."

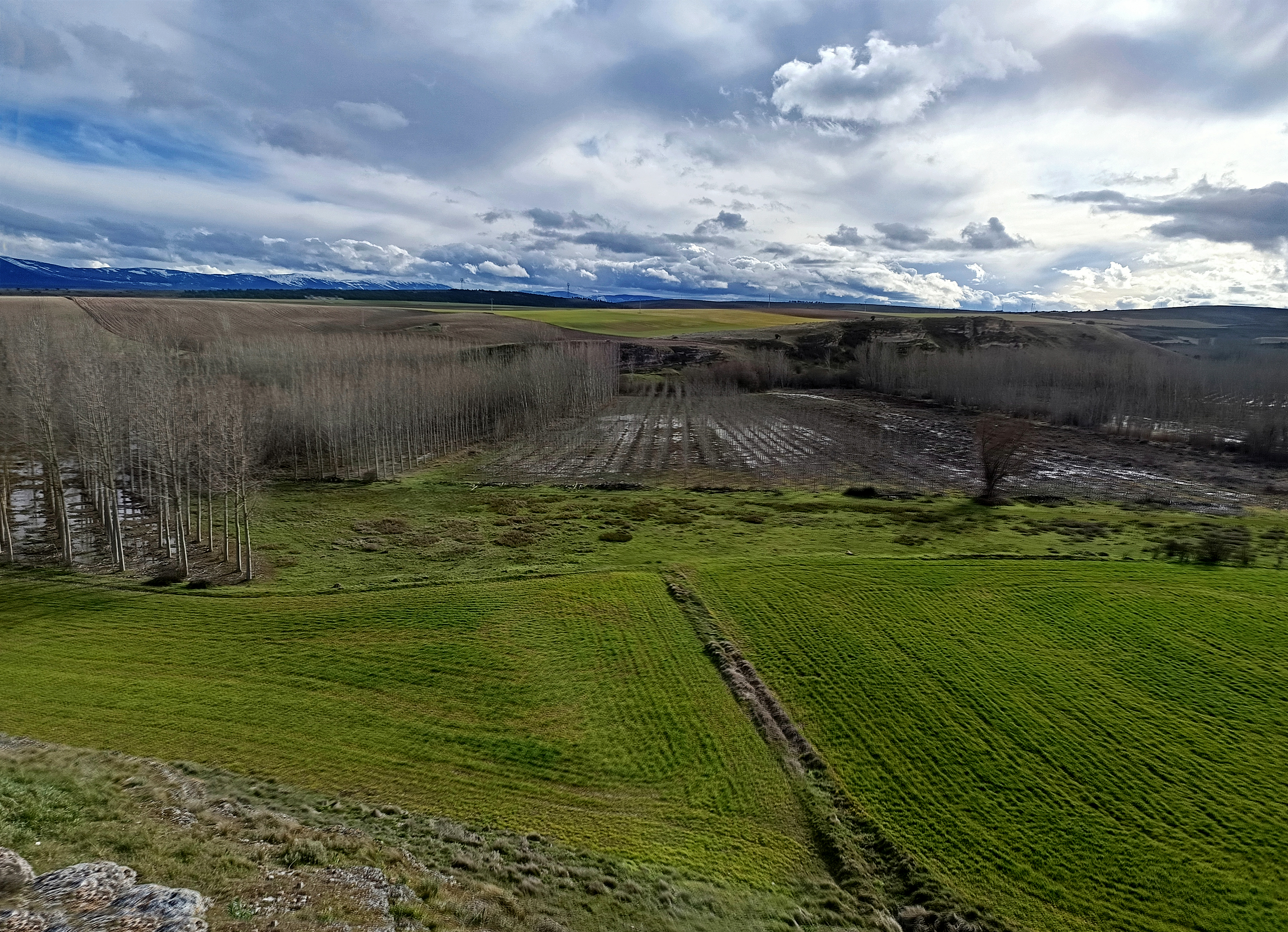
Inundación de la llanura aluvial del río Ayuso desde el promontorio de peñas en donde se sitúa la ermita de San Lorenzo. El Olmillo.

En referencia a la formación de las terrazas fluviales de los ríos que comprende la zona geográfica de Sepúlveda, también se citan las del río Ayuso y la excepcionalidad en cuanto al margen en donde se encuentran estas en comparación a las de los otros ríos estudiados:
"... las terrazas son las formas de carácter fluvial más significativas, destacando las de los ríos Duratón y Serrano, el primero con ocho niveles y el segundo con siete. Curiosamente en ambos casos, estos niveles se desarrollan en la margen izquierda. Otros ríos que también dejan terrazas en el proceso de encajamiento son el río Ayuso y el arroyo Cartagena, al norte y noreste respectivamente."

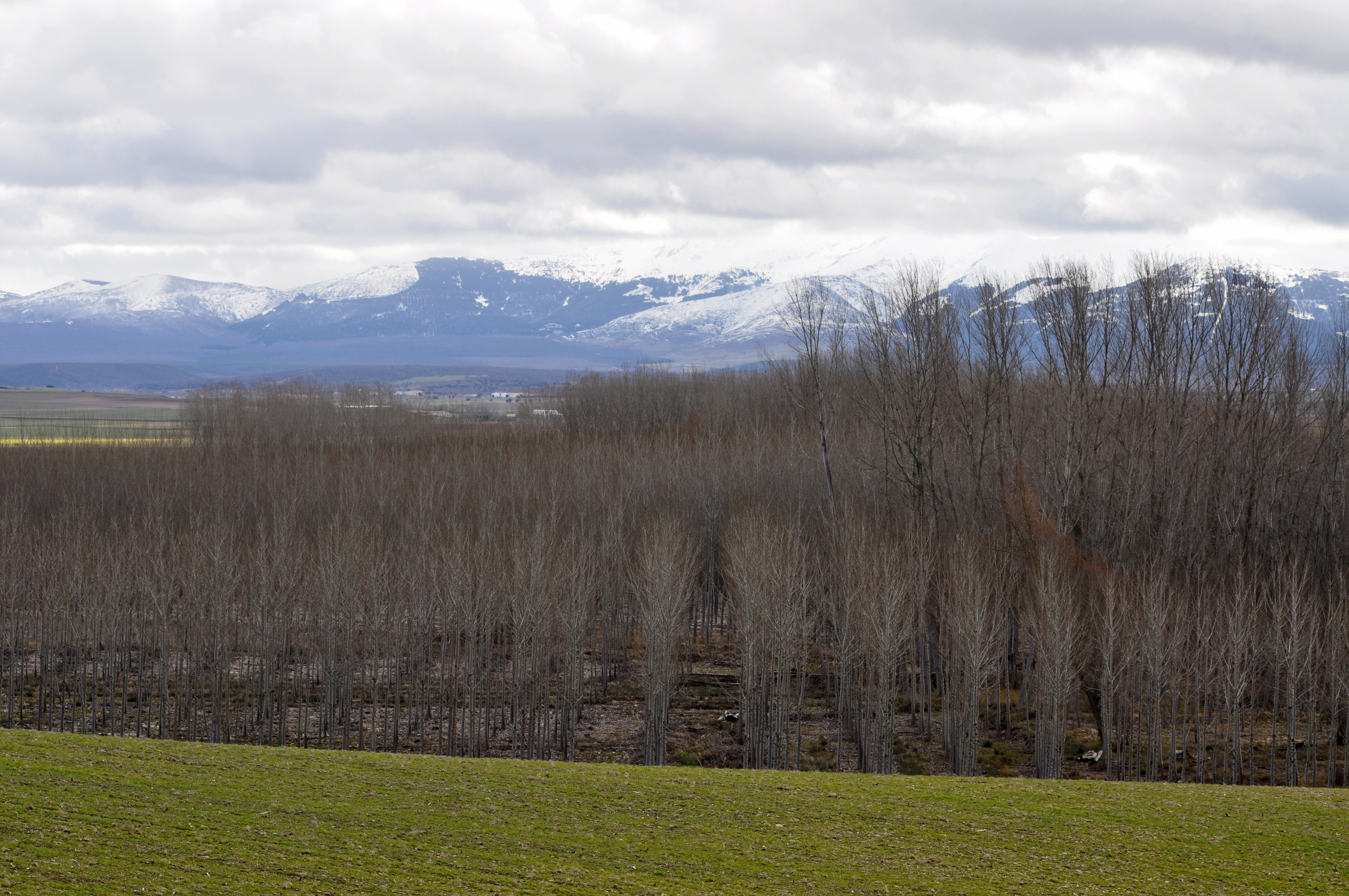
Choperas de cultivo en las extensas llanuras de inundación o aluvión en los fértiles márgenes del río Ayuso. Al fondo la Sierra de Ayllón.

"El resto de los ríos y arroyos con depósitos fluviales también los desarrollan por la margen izquierda a excepción del río Ayuso que lo hace por la derecha. Este hecho manifiesta una tendencia general de los cursos de agua a desplazarse hacia el norte y noroeste... "

Además del encajonamiento en sus meandros, otra característica reseñable del cauce del río Ayuso o de la Hoz es la llanura de inundación que alcanza su mayor importancia (por las dimensiones) justo antes de penetrar en cañón de la Hocecilla, precisamente la zona con menor desnivel de su recorrido en las inmediaciones de las poblaciones de Barbolla y El Olmillo:

"Los depósitos de llanura de inundación sólo se reconocen en el valle del río Ayuso con una anchura aproximada de medio kilómetro. Esta llanura se pierde a media que se acerca a su confluencia con el Duratón, es decir al llegar al bloque mesozoico."
"En cuanto a la llanura de inundación del río Ayuso, sus características texturales no varían mucho de las que poseen los fondos de valle salvo en el último metro del depósito, donde hay una acumulación de fracción fina (arena+imo+arcilla) con escasa presencia de gravas y que corresponde a las facies de desbordamiento o inundación. La potencia, aunque no visible totalmente, se supone de unos 5-6 m. Al igual que los fondos de valle y los conos de deyección, se considera de edad holocena."
Posiblemente la característica más llamativa de los ríos segovianos que discurren por la mitad este de la provincia, son los tramos de sus cauces que discurren encajados en cañones de vertiginosos desniveles verticales. Los más representativos son el Duratón y el Riaza cuyas hoces son reconocidas por sus valores ambientales con la figura de Parque Natural, aunque a pesar de ser menos conocidos, otros cauces muestran este tipo de morfología después de miles de años de erosión en el macizo calcáreo de Sepúlveda, como por ejemplo los del Caslilla, Serrano, San Juan, Cerezuelo y Ayuso o río de la Hoz.
"... hay que indicar que el encajamiento debió ser facilitado (y/o “dirigido”) por un modelado kárstico, preexistente, observable en muchas partes de los farallones calizos, a los que suelen desembocar algunos conductos kársticos (cuevas)."
Todos estos cañones comparten características comunes en sus fondos fluviales y en los farallones que por su geología caliza presentan oquedades a diferentes alturas, en realidad conductos producidos por los efectos de la filtración del agua durante millones de años y que afloran como cuevas.
El proceso de encajamiento ha sido rápido, desde el punto de vista del tiempo geológico, como lo testimonia el hecho de que muchos de los barrancos afluentes al cañón tengan su “desembocadura” colgada sobre el mismo. Por otro lado, la verticalidad de las paredes origina desprendimientos, algunos muy recientes todavía observables en determinados puntos."
Justo en el borde superior de los farallones encontramos otra característica común a todos estos ríos, el de sus afluentes colgados y que son la clave para confirmar el rápido proceso de formación de los encajamientos y sus verticales despeñaderos. Sobre los que tributan en las Hoces del río Duratón se ha desarrollado y publicado un interesante trabajo que es igualmente valido para los que desaguan en los salientes calizos del inmediato río Ayuso.
"... algo más del 60% de los torrentes colgados son consecuentes, de los cuales, además, casi el 64% desembocan en la margen externa de los meandros del Duratón, mientras que el 19% lo hacen en tramos rectos. También, algo más de la mitad de los valles obsecuentes, que representan un 36,2% del total de los valles colgados, drenan en la cara externa de los meandros del cañón. Es significativo señalar que el 61,5% de los torrentes no colgados desembocan en tramos rectos del cañón."
Además de la extensión durante la que discurre el río Duratón encajado entre sus hoces, la otra diferencia con respecto al río Ayuso o río de la Hoz radica en la altura de sus farallones, inferior en este último. Por lo demás, es idéntico el origen de ambos cañones y el de sus afluentes colgados o de los que han conseguido escavar su escarpes hasta desaguar en el fondo.
"El fenómeno de los torrentes colgados en el cañón de Duratón resulta complejo de explicar, si bien el análisis estadístico permite esgrimir algunas consideraciones. Sí que parece claro que el mayor número de éstos aparece en la margen externa de los meandros y en posición estructural consecuente, lo que permitiría interpretarlos en relación al crecimiento de los meandros encajados del cañón del Duratón a lo largo de su proceso evolutivo. Así, puede observarse cómo en los tramos más o menos rectilíneos de éste, los valles afluentes (a excepción de los que tienen un recorrido muy corto) han podido excavar hasta enlazar con el fondo aluvial a través del perfil accidentado; por el contrario, en los tramos donde se suceden meandros encajados, la evolución y extensión de éstos han terminado por capturar o destruir el tramo final de algunos de estos valles afluentes. Así el fondo de lo que queda de ellos aparece colgado a diversas alturas, aunque principalmente entre 40 y 60 metros respecto al fondo aluvial del cañón (Tanarro, 2006); proceso que se ha observado y se ha denominado «captura por extensión de meandro» (Díez et al., 1996). Asimismo, es significativo destacar que los barrancos colgados en la margen interna, en su mayoría obsecuentes, presentan un salto que se sitúa en torno a los 30 m, cuya explicación resulta más difícil de interpretar, aunque podrían relacionarse con posiciones heredadas del lecho."
Por último, también se identifican en el río Ayuso unos interesantes conos de deyección, por lo que junto a las anteriores características citadas: terrazas fluviales, depósitos de llanura, encajamientos, meandros y afluentes colgados, por lo que a pesar de sus menores dimensiones en comparación con otros ríos de mayor superficie de cuenca y longitud de cauce, en este se distinguen idénticas formas vistas en la mayoría de ríos de la provincia de Segovia:
"Los arroyos están tan próximos unos de otros que los conos llegan a unirse formando una banda continua paralela al cauce. Estos depósitos tienen una gran pendiente y pueden ser todavía funcionales en épocas de grandes lluvias." (en referencia a los ríos Duratón y Serrano)
"En la margen izquierda del río Ayuso existen otra serie de conos de deyección pero de mayor tamaño y mucha menor pendiente debido a una margen más suave y a un curso de agua de más largo recorrido."